# Spheterista tetraplasandra
Spheterista tetraplasandra là một loài bướm đêm thuộc họ Tortricidae. Nó là loài đặc hữu của Oahu.
Ấu trùng ăn các loài Tetraplasandra.